# Verwaltungsgemeinschaft Odelzhausen
Die Verwaltungsgemeinschaft Odelzhausen im Landkreis Dachau bestand in der Zeit vom 1. Mai 1978 bis zum 31. Dezember 2016. Ihr gehörten als Mitgliedsgemeinden an (Einwohnerzahlen vom 31. Dezember 2015):
1. Odelzhausen,  4965 Einwohner, 30,44 km²
2. Pfaffenhofen a.d.Glonn, 2040 Einwohner, 20,89 km²
3. Sulzemoos, 2700 Einwohner, 19,04 km²

## Einzelnachweise

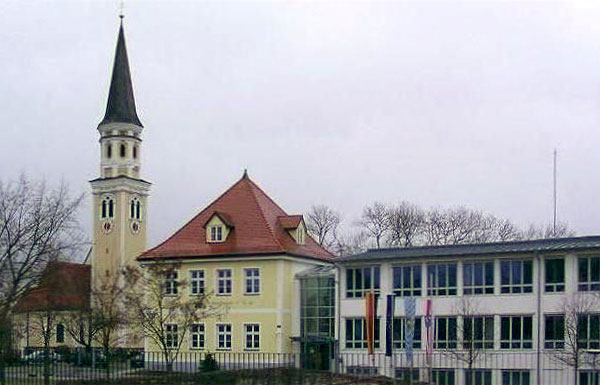
St. Benedikt, Rathaus und Gebäude der Verwaltungsgemeinschaft, 2008

## Sitz
Sitz der Verwaltungsgemeinschaft war Odelzhausen.

## Geschichte
Die Verwaltungsgemeinschaft Odelzhausen wurde im Zuge der Gemeindegebietsreform gegründet und mit Zustimmung der drei Mitgliedsgemeinden zum 1. Januar 2017 aufgelöst; der Bayerische Landtag hat das entsprechende Gesetz am 30. November 2016 beschlossen. Die drei Gemeinden haben ab 1. Januar 2017 jeweils eigenständige Verwaltungen.